# 森貞文則
森貞 文則（もりさだ ふみのり、1973年12月20日-）は、日本の俳優、声優。
豪勢堂Grove所属。大阪府出身。血液型はO型

## 人物
2007年まで、劇団「TEAM 発砲・B・ZIN」の主要メンバーとして活動していた。
現在は俳優、声優、脚本、演出、音響監督、演劇講師、殺陣指導者など活躍の場を広げています

## 出演

### テレビドラマ
- 菊次郎とさき（2007年、テレビ朝日） - 米屋
- 特命係長 只野仁（2008年、テレビ朝日） - ホスト

### テレビアニメ
1996年
- こちら葛飾区亀有公園前派出所（平忠志〈初代〉、警官）
- るろうに剣心 -明治剣客浪漫譚-（権造、使用人、船員、盗賊）

2007年
- MOONLIGHT MILE 1stシーズン -Lift off-（和彦）
- MOONLIGHT MILE 2ndシーズン -Touch down-（和彦、バルベルデ）

2009年
- バトルスピリッツ 少年激覇ダン（男B）

2010年
- バトルスピリッツ ブレイヴ（幹部A）

### OVA
- 超人学園ゴウカイザー（1996年、機動隊員B）

### Webアニメ
- 幕末機関説 いろはにほへと（2006年、相馬主計、客1、少年兵3、兵士）

### ゲーム
1998年
- THE 麻雀（タコ吉）

2007年
- WE LOVE GOLF!（ギンジ）
- SDガンダム GGENERATION（2007年 - 2011年、ジェラド 他） - 2作品
- 実況パワフルプロ野球Wii

2009年
- バトルスピリッツ 輝石の覇者（街人）

## 舞台

### アクション指導
2011年
PARCOプロデュース
松尾スズキ演出舞台
「欲望という名の電車」
2015年
ポップンマッシュチキン野郎「錆びつきジャックは死ぬほど死にたい」
2016年
砂岡事務所プロデュース
絵本合法衢
2017年
「乃木坂46三期生公演見殺し姫」
「劇団4＄50¢プレ公演」※演出補佐

2018年
砂岡事務所プロデュース　東海道四谷怪談
「私のホストちゃんReborn」　サンシャイン劇場
「私のホストちゃんpremier」　オルタナティブシアター
「若様組まいる〜アイスクリン強し〜」池袋サンシャイン劇場
舞台版「マジムリ学園」
2019年
「ザ.バンクロバリー〜ダイヤモンド強奪大作戦〜」　新国立劇場中劇場
2021年
Color of Theater「ROSSO」
劇団EXILE公演「JAM -ザ・リサイタル‐」

2022年
舞台「隅田川ヤングロード物語 ～嗚呼！そりゃあいけねえぜ！～」
　東京：ヒューリックホール東京　2022年10月22日(土)～10月30日(日)　
　　　　よみうり大手町ホール　2022年11月12日(土)～11月18日(金)　
　大阪：松下IMPホール　2022年11月26日(土)～27日(日)

KingFisherプロデュース 『MOTHER』 
　劇場MOMO　2022年10月26日(水)〜10月30日(日)

#### 【劇団鹿殺し】
2010年　10周年記念公演・第一弾
「スーパースター」
（第55回岸田國士戯曲賞候補作）（1-2月、東京/兵庫）
　　　　  十周年記念ロングラン公演
「電車は血で走る（再演）」
（6-7月、東京）
2011年　本多劇場進出公演「僕を愛ちて。～燃える湿原と音楽～」
（1月、東京）
　　　　  夏の女優祭り「岸家の夏」
（7-8月、東京/大阪）
2012年　紀伊國屋ホール進出公演
「青春漂流記」
（1-2月、東京/大阪）
　　　　  ロックオペラ「田舎の侍」
（9-10月、大阪/東京）
2013年　音楽劇「BONE SONGS」
（2-3月、東京/大阪/福岡）
　　　　  充電前公演「無休電車」
（9-10月、東京/兵庫）
2014年　OFFICE SHIKA × Cocco 
「ジルゼの事情」
（1月、東京/大阪）
　　　　  楽団鹿殺し「喇叭道中音栗毛」
(3-4月、東京/兵庫)
　　　　  OFFICE SHIKA PRODUCE「山犬」（8月、東京/兵庫）
　　　　  OFFICE SHIKA × Cocco 「ジルゼの事情」再演（9月、東京/兵庫）
2015年　復活公演「ランドスライドワールド」(1-2月、東京/大阪)
　　　　  秘密基地公演「横浜アンダーグラウンド」(3月、神奈川)
　　　　  ロックオペラ「彼女の起源」(6月、東京/兵庫)
　　　　  OFFICE SHIKA PRODUCE「竹林の人々」(7-8月、東京/大阪)
　　　　  劇団めばち娘旗揚げ公演 「ツチノコの嫁入り」(11月、東京)
2016年　活動15周年記念公演「キルミーアゲイン」(1月、東京/大阪)
　　　　  15周年記念・怒パンク時代劇「名なしの侍」(7月、東京/大阪)
　　　　  15周年記念 第三弾 伝説リバイバル「image-KILL THE KING-」(11-12月、東京/大阪)
2017年　OFFICE SHIKA PRODUCE「親愛ならざる人へ」(3月、東京/大阪)
　　　　  2017本公演 電車二部作「電車は血で走る」「無休電車」(6月、東京/大阪)
　　　　  OFFICE SHIKA PRODUCE VOL.M「不届者」[9](9-10月、東京/大阪)
　　　　  OFFICE SHIKA REBORN「パレード旅団」[10](12月、東京/大阪)
2018年　OFFICE SHIKA PRODUCE「おたまじゃくし」(2月、東京/大阪)
　　　　  ストロングスタイル歌劇「俺の骨をあげる」[11](8月、大阪/東京)
　　　　  OFFICE SHIKA PRODUCE「さよなら鹿ハウス 」(11月、東京/大阪)
2019年　舞台「山犬」(2-3月、東京/大阪)

#### 【カムカムミニキーナ】
- 2005年 - 「越前牛乳」
- 2007年 - 「軍団」
- 2008年 - 「ダルマ」
- 2010年 - 「旗揚げ20周年記念作品 ～水際パン屋～」
- 2011年 - 「かざかみパンチ」
- 2012年 - 「ひーるべる」
- 2017年 - 「狼狽～不透明な群像劇～」

#### 【good morning N°5】
party live show❷
「君、生きてる意味を知りたがることなかれ！」	2009年12月3日 - 6日	下北沢OFF OFFシアター
party live show❸
「祝・絶望！」	2010年9月23日 - 26日	新宿THEATER BRATS
party live show❹
「愛狂しき塊、新しいうた」	2011年9月22日 - 25日	下北沢駅前劇場
party live show❺
「危険な女」	2012年9月13日 - 16日	下北沢駅前劇場
night party version❸
「ジメジメ女、梅雨旅館」
home party version❶
「厭世的美少女」	2012年12月20日 - 26日	成城サロン
party live show❻
「ジャンキー・ジャンク・ヌードット」	2013年9月20日 - 25日	下北沢駅前劇場
party live show❼
「愛欲の乱」「みっともない」「愛欲の乱NEO」	2014年9月26日 - 10月4日	下北沢OFF OFFシアター
party live show❽
「世界征服ナイト」「breakfast,kani」	2015年9月2日 - 9月16日	下北沢OFF OFFシアター
party live show❾
「ケツラク」	2016年10月26日 - 31日	下北沢駅前劇場
「豪雪（ごうせつ）」	2017年9月14日 - 25日	下北沢駅前劇場
「祝杯ハイウェイ」
「看護婦の部屋～白の魔女～」	2018年11月10日 - 18日	下北沢駅前劇場
「どうしようもなくて、衝動。」	2019年9月26日 - 7日	浅草九劇
「ただやるだけ」	2020年11月19日 - 12月13日	下北沢シアター711
「異常以上ゴミ未満、又は名もなき君へ」	2021年11月25日 - 12月12日	小劇場B1
「拝啓、モリエール様‐モリエールへの挑戦状‐～“ドン・ジュアン”より～」	2022年4月22日 - 29日	中野スタジオあくとれ
「赤裸裸」	2022年10月27日 - 11月6日	ザ・スズナリ

#### 【方南組　伊賀の花嫁シリーズ】
「伊賀の花嫁」博品館劇場
「伊賀の花嫁その２〜鬼は外〜」
俳優座劇場
「伊賀の花嫁その3〜ズルい女〜」
三越劇場

#### 【劇団KAKUTA】
劇団KAKUTA　「ねこはしる」
劇団KAKUTA 29回公演　「ひとよ」　下北沢本多劇場

#### 【円神】
円神Debut Stage「nonagon（ノナゴン）～始まりの音～ 」
- 上演期間・会場：2020年12月4日 - 7日、東京国際フォーラム ホールC（全6公演）/

円神プロデュース公演Vol.1「幕末バトルサークル」

#### 【2.５次元作品】
ミュージカル刀剣乱舞ポージングディレクション
三百年の子守唄
強者どもが夢のあと
静かな海のパライソ
2014年　学蘭歌劇帝一の國
PARCO劇場
2015年
学蘭歌劇帝一の國決戦のマイムマイム
2016年
学蘭歌劇帝一の國決戦のラストダンス
リジェットフェスタ2016
妖かし村正（東京国際フォーラム）
せたがやこどもプロジェクト2016キッズミュージカル〜ワンサくん〜祭りに行くぞ！大脱走
2017年
「義風堂々！！」
AiiA2.5theater

2018年
「家庭教師ヒットマンReborn」天王洲銀河劇場
2019年
「家庭教師ヒットマンRebornヴァリア編前編」天王洲銀河劇場
2020年
「舞台たけしの挑戦状」コロナ延期
2021年
「笑ゥせぇるすまん」THE STAGE
品川ステラボール

「BORN 2 DIE」
よみうり大手町ホール
銀座博品館劇場

2022年
総合学園ヒューマンアカデミー　ひゅーすた！公演企画「Emily Diary」　3月7日Youtube配信
舞台「チコちゃんに叱られる！on STAGE」〜そのとき歴史はチコっと動いた！〜　
　東京：日本青年館ホール　2022年3月18日（金）～3月21日（月祝）
　大阪：サンケイホールブリーゼ　2022年3月26日（土）～3月27日（日）

「アマネ†ギムナジウム オンステージ」
　Mixalive TOKYO Theater Mixa　2022年4月22日（金）〜5月15日（日）

舞台「呪術廻戦」
　東京：天王洲銀河劇場　2022年7月17日(金)~7月31日(日)
　大阪：メルパルクホール大阪　2022年8月4日(火)〜8月14日(日)
舞台「ちびまる子ちゃん」THE STAGE 『はいすくーるでいず』
　天王洲銀河劇場　2022年12月15日(木)～12月25日(日)

##### 【パタリロ!シリーズ】
「パタリロ！」紀伊國屋劇場
「パタリロ！スターダスト計画」
天王洲銀河劇場
「パタリロ！霧のロンドンエアポート」
「映画パタリロ！」
舞台「パタリロ！」～ファントム～
　東京：天王洲銀河劇場　2022年9月1日（木）～9月11日（日）
　大阪：サンケイホールブリーゼ　2022年9月17日（土）～9月19日（月・祝）

##### 【舞台けものフレンズシリーズ】
「けものフレンズ」品川プリンスシアター
「けものフレンズ２〜ゆきふるよるのけものたち」品川プリンスシアター
「けものフレンズJapari Stage」
品川プリンスシアター

##### 【2.5次元ダンスライブ「ツキウタ。」ステージ】
ツキプロ文化祭2018 SUMMER「月野百鬼夜行外伝 夏夢祭」(2018年7月28日-29日 パシフィコ横浜国立大ホール)
- 第6幕「紅縁」[28]
  - 黒の章/赤の章(2018年10月18日-11月4日 ステラボール)
- 第7幕「CYBER-DIVE-CONNECTION」[29]
  - 東京公演(2018年12月5日-12月9日 ヒューリックホール東京)
  - 大阪公演(2018年12月13日-12月16日 メルパルクホール)

### 『TEAM 発砲・B・ZIN』公演（主な作・演出：きだつよし）
- 「ビデオ・デ・ゴメンバー」（1999年）〜15周年&解散公演「ジューゴ」（2007年）まで

- 「月感アンモナイト」劇団BQMAP公演（2001年、作・演出：奥村直義）
- 「不測の神々」GSDドラマリーディング公演（2002年、作：はせひろいち、演出：長谷川基弘）
- 「無敵」GSDドラマリーディング公演（2002年、作：岡田望、演出：長谷川基弘）
- 「lettres」GSDドラマリーディング公演（2002年、作：田辺剛、演出：長谷川基弘）
- 「仮面ニンジャー」剣劇団億流四十六派公演（2003年、作・演出：きだつよし）
- 「コミックジャック」（2003年、作：奥村直義、演出：きだつよし）
- 「風雲天狗 妖乱」劇団BQMAP公演（2004年、作・演出：奥村直義）
- 「URASUJI」敦-杏子 PRODUCE公演（2005年、作・演出：松村武）
- 「テンセイクンプー」（2006年、作・演出：きだつよし）
- 「NARUTO -ナルト-」（2006年） - 忍者イリュージョンに出演
- 「みだれ URASUJI★幕末編」敦-杏子 PRODUCE公演（2007年）
- 「アノセイシュンノウタ」クレイジーパワーロマンチスト公演（2008年、脚本・演出：板坂尚）
- 「燻し銀河」（2008年、脚本・演出：松村武）
- 「大陸編一寵愛」敦-杏子 PRODUCE公演（2009年、作・演出：松村武）

### シリーズ一覧
1. ↑  『SPIRITS』（2007年）、『WORLD』（2011年）